# Атлетски рекорди Хрватске у дворани за жене
Ово је списак атлетских рекорда Хрватске у дворани за жене у свим дисциплинама, које воде Међународна асоцијација атлетских федерација ИААФ, Европска атлетска асоцијација ЕАА и Атлетски савез Хрватске ХАС. Приказано је стање рекорда на дан 25. јануар 2016.
| Дисциплина        | Резултат                                                                    | Име                       | Датум             | Такмичење | Место, Држава               |
| ----------------- | --------------------------------------------------------------------------- | ------------------------- | ----------------- | --------- | --------------------------- |
| 50 м              |                                                                             |                           |                   |           |                             |
| 60 м              | 7,29                                                                        | Андреа Иванчевић -84      | 1. март 2015.     |           | Ријека, Хрватска            |
| 200 м             | 23,86                                                                       | Јелица Павличић -54       | фебруар 1974.     |           | Будимпешта, Мађарска        |
| 400 м             | 52,47                                                                       | Јелица Павличић -54       | 22. фебруар 1976. |           | Минхен, Западна Немачка     |
| 600 м             |                                                                             |                           |                   |           |                             |
| 800 м             | 1:59,83                                                                     | Слободанка Чоловић -65    | 8. фебруар 1987.  |           | Будимпешта, Мађарска        |
| 1.000 м           |                                                                             |                           |                   |           |                             |
| 1.500 м           | 4:17,55                                                                     | Љиљана Ћулибрк -76        | 20. јануар 2001   |           | Будимпешта, Мађарска        |
| миља              |                                                                             |                           |                   |           |                             |
| 2.000 м           |                                                                             |                           |                   |           |                             |
| 3.000 м           | 9:16,78                                                                     | Лиса Кристина Стублић -84 | 11. фебруар 2012. |           | Беч Аустрија                |
| 50 м препоне      |                                                                             |                           |                   |           |                             |
| 60 м препоне      | 7,97                                                                        | Андреа Иванчевић -84      | 8. март 2015.     |           | Праг, Чешка                 |
| Скок увис         | 2,06                                                                        | Бланка Влашић –83         | 6. фебруар 2010.  |           | Арнштат, Немачка            |
| Скок мотком       | 4,00                                                                        | Ивона Јерковић -76        | 19. фебруар 2005. |           | Загреб, Хрватска            |
| Скок удаљ         | 6,28                                                                        | Силвија Мракочевић -68    | 4. фебруар 1990.  |           | Љубљана, СФР Југославија    |
| Скок удаљ         | 6,28                                                                        | Мирјана Гагић -90         | 18. фебруар 2012. |           | Истанбул, Турска            |
| Троскок           | 13,50                                                                       | Силвија Мракочевић -68    | 21. јануар 1996.  |           | Будимпешта, Мађарска        |
| Бацање кугле      | 17,89                                                                       | Валентина Мужарић -92     | 15. март 2014.    |           | Албукерки, Сједињене Државе |
| Петобој           | 3.854                                                                       | Луција Цвитановић -91     | 28. фебруар 2014. |           | Њујорк, Сједињене Државе    |
| Петобој           | 9,14 (60 м препоне), 1,73 (вис), 11,88 (кугла), 5,15 (даљ), 2:19,67 (800 м) |                           |                   |           |                             |
| 3.000 м ходање    | 15:49,8                                                                     | Антонела Голобић -97      | 14. фенруар 2015  |           | Будимпешта, Мађарска        |
| 4 x 200 м штафета |                                                                             |                           |                   |           |                             |
| 4 х 400 м штафета |                                                                             |                           |                   |           |                             |

- Атлетски рекорди Хрватске на отвореном за мушкарце
- Атлетски рекорди Хеватске у дворани за мушкарце
- Атлетски рекорди Хрватске на отвореном за жене